# College-Conservatory of Music Cincinnati
Das College-Conservatory of Music (CCM) ist die Fakultät für Musik der University of Cincinnati.

## Geschichte
Das Institut ging 1955 aus dem Zusammenschluss des 1867 von Clara Baur gegründeten „Cincinnati Conservatory of Music“ und des „College of Music Cincinnati“, entstanden 1878, hervor. Am 1. August 1962 wurde es in die University of Cincinnati, zweitgrößte staatliche Universität Ohios, eingegliedert.
Bis 2007 wurden die Räumlichkeiten, im Süden des westlichen Universitätscampus gelegen, kontinuierlich erweitert. Zum CCM gehören das Corbett Auditorium mit 750 Sitzplätzen, das Patricia Corbett Theater (400 Sitzplätze) und mehrere kleinere Bühnen (Cohen Family Studio Theater, Robert J. Werner Recital Hall, Watson Recital Hall).

## Bedeutung
Mit seinen derzeit 1500 Studierenden und 150 Lehrpersonen ist es die größte Musikhochschule im US-Bundesstaat Ohio. Universitätsrankings (unter anderem „U.S. News world report“) zählen es zu den besten amerikanischen Musikhochschulen. Besonders herausragende Abteilungen sind seit Jahren die Dirigier- und die Gesangsklasse. Zahlreiche prägende Persönlichkeiten der internationalen Musikszene sind Absolventen des CCM und bestätigen den ausgezeichneten Ruf dieses Instituts.

## Absolventen
- Kazem Abdullah (* 1979) – Dirigent
- Kathleen Battle (* 1948) – Opernsängerin
- David Daniels (* 1966) – Countertenor
- Robin Johannsen – Sängerin der Bayreuther Festspiele
- James Levine (1943–2021) – Dirigent der Metropolitan Opera
- Sandra Moon (* vor 1970) – Sopranistin
- Sarah Jessica Parker (* 1965) – Schauspielerin
- Christian Tetzlaff (* 1966) – Violinist
- Harold L. Walters (1918–1984) – Komponist
- Xian Zhang (* 1973) – Stellvertretende Chefdirigentin des New York Philharmonic Orchestra

## Dozenten
- Dorothy DeLay (1917–2002) – Violinistin
- Mark Gibson (* 1956) – Dirigent
- Paavo Järvi (* 1962) – Gastdozent für Orchesterleitung
- Henry Meyer (1923–2006) – Violinist
- Ulrich Nicolai (* 1949) – Dirigent
- Awadagin Pratt – Pianist
- Thomas Pasatieri (* 1945) – Komponist
- Vadim Repin (* 1971) – Gastdozent für Violine
- Kurt Sassmannshaus – Violinist
- Rudolf Serkin (1903–1991) – Pianist
- Jenő Takács (1902–2005) – Komponist und Pianist
- Italo Tajo – Sänger (unter anderem häufiger Bühnenpartner von Maria Callas)
- Hugh Wolff (* 1953) – Dirigent, Gastdozent für Orchesterleitung

## Internationale Zusammenarbeit
Das CCM ist Partneruniversität der Hochschule für Musik und Theater München.